# Johannes Habich
Johannes Habich (* 8. Dezember 1934 in Danzig) ist ein deutscher Kunsthistoriker und Denkmalpfleger.

## Leben
Habich studierte Kunsterziehung, Kunstgeschichte, Klassische Archäologie und Literaturwissenschaft an der Universität Hamburg und wurde dort 1969 an der Philosophischen Fakultät mit einer Arbeit über die künstlerische Ausgestaltung der Residenz Bückeburg unter Graf Ernst zu Holstein-Schaumburg promoviert. 1966–68 bearbeitete er als Stipendiat der Deutschen Forschungsgemeinschaft das Dehio-Handbuch der Deutschen Kunstdenkmäler für Hamburg und Schleswig-Holstein. 1969 wurde er Dezernent im Landesamt für Denkmalpflege Schleswig-Holstein. Von 1983 bis 1985 war er Landeskonservator des Saarlandes (Landesdenkmalamt Saarland), anschließend als Nachfolger Hartwig Beselers bis 1998 Landeskonservator von Schleswig-Holstein.
Von 1972 bis 1998 war Habich Mitglied der Wissenschaftlichen  Vereinigung zur Fortführung des kunsttopographischen Werks von Georg  Dehio e. V., von 1993 bis 1998 ihr 2. Vorsitzender. 1979 bis 1987 gehörte er dem Vorstand der Vereinigung der Landesdenkmalpfleger in der Bundesrepublik Deutschland an und war von 1984 bis 1990 als Redakteur der Zeitschrift Deutsche Kunst und Denkmalpflege tätig.

## Veröffentlichungen (Auswahl)
- Die künstlerische Gestaltung der Residenz Bückeburg durch Fürst Ernst. 1601–1622. Grimme, Bückeburg 1969 (Dissertation Universität Hamburg, (= Schaumburger Studien; Heft 26)).
- Georg Dehio: Handbuch der Deutschen Kunstdenkmäler. Hamburg/Schleswig-Holstein (Neubearbeitung). Deutscher Kunstverlag, Berlin-München 1971; 2. überarbeitete Auflage zusammen mit Christoph Timm (Hamburg) und Lutz Wilde (Lübeck), Deutscher Kunstverlag, Berlin-München 1994.
- Der Dom zu Ratzeburg. Deutscher Kunstverlag, München, Berlin 1974.
- Die Kirche St. Johannis in Nieblum auf Föhr. Deutscher Kunstverlag, München, Berlin 1976.
- Die große St.-Michaelis-Kirche zu Hamburg. Deutscher Kunstverlag, München, Berlin 1977.
- Die Ruinen des Kieler U-Boot-Bunkers. Herausgegeben vom Landesamt für Denkmalpflege Schleswig-Holstein, 1990 (Baudenkmale in Gefahr; Band 13).
- Schlösser und Gutsanlagen in Schleswig-Holstein. Kunst- und kulturgeschichtliche Streifzüge. Herausgegeben vom Landesamt für Denkmalpflege Schleswig-Holstein. Hamburg 1998, ISBN 3-928119-24-9.
- (mit Gert Kaster und Klaus Wächter): Stadtkernatlas Schleswig-Holstein. Wachholtz, Neumünster 1976, ISBN 3-529-05303-1.
- Johannes Habich: Tizians  Venus mit dem Orgelspieler  in der Gemäldegalerie der Staatlichen Museen zu Berlin und im Museo Nacional del Prado in Madrid. In: ART-Dok. 2018, doi:10.11588/artdok.00005902 (uni-heidelberg.de [PDF; 7,6 MB; abgerufen am 18. Mai 2020]).